# Djida Tazdaït
Djida Tazdaït (ur. 8 kwietnia 1957 w Timri Tala Tazert) – francuska polityk, działaczka społeczna i samorządowiec, eurodeputowana III kadencji.

## Życiorys
Urodziła się na terytorium Algierii Francuskiej, w dzieciństwie osiedliła się w Lyonie w dzielnicy arabskich imigrantów. Ukończyła studia z zakresu psychologii, po czym podjęła pracę w branży audiowizualnej.
W pierwszej połowie lat 80. zaangażowała się w działalność na rzecz praw imigrantów. Brała aktywny udział w marszach politycznych Marche des Beurs. Była współzałożycielką i przewodniczącą stowarzyszenia młodych Arabów Jeunes Arabes de Lyon et banlieue. W 1989 z ramienia Zielonych uzyskała mandat posłanki do Parlamentu Europejskiego III kadencji. W przeciwieństwie do większości pozostałych deputowanych tego ugrupowania nie złożyła go w połowie kadencji, lecz wykonywała do jej końca w 1994.
Później została działaczką Partii Radykalnej, a wraz z nią Unii Demokratów i Niezależnych. W 2014 została wybrana na radną Lyonu z ramienia koalicji centroprawicy.